# LCR Team
‌
LCR Team est une équipe de vitesse moto fondée en 1996 par le pilote italien Lucio Cecchinello. Elle est engagée MotoGP sous le nom de LCR Honda Castrol / LCR Honda Idemitsu et en MotoE sous le nom LCR E-Team.

## Histoire

### 1996 - 2003: Lucio Cecchinello, pilote et manager

#### Les débuts en championnats 125cm3avec Honda
Le Lucio Cecchinello Racing (abrégé LCR) est créé par le pilote italien Lucio Cecchinello en 1996, espérant imiter le succès d'autres pilotes ayant monté leur propre structure. Avec seulement 2 mécaniciens et 1 camion, le pilote s'est tourné vers le constructeur Honda pour la fourniture des motos. 
Les années 1996 et 1997 voient l'équipe débuter en championnat du monde 125cm3 avec comme unique pilote le fondateur de l'écurie. Si ces deux années n'ont pas permis la victoire du pilote et manager italien, de nombreux top 10 sont à mettre à son actif.
En 1998, l'équipe décide de recruter un second pilote en la personne de Noboru Ueda. Ce renfort s'avère payant puisqu'au 2e rendez-vous de la saison, le pilote japonais apporte sa première victoire à la jeune structure en enlevant le Grand Prix moto de Malaisie. La première victoire de Lucio Cecchinello arrive 4 Grand Prix plus tard au Grand Prix moto de Madrid. Néanmoins, Noboru Ueda se blesse au Grand Prix de France et est remplacé pendant 6 Grand Prix par Hiroyuki Kikuchi (it). Finalement, l'année 1998 voit Cecchinello se classer 5e du championnat et Ueda 13e. 
L'association Cecchinello et Ueda continue pendant les années 1999 et 2000, marquée par de nombreux podium et une nouvelle victoire du Japonais lors du Grand Prix moto du Brésil en 1999. Ueda termine 5e au classement général lors de ces deux années, quand le pilote italien, légèrement en retrait comparé à son coéquipier, se classe aux 9e et 11e positions finales.

#### Changement de constructeur et début en 250cm3

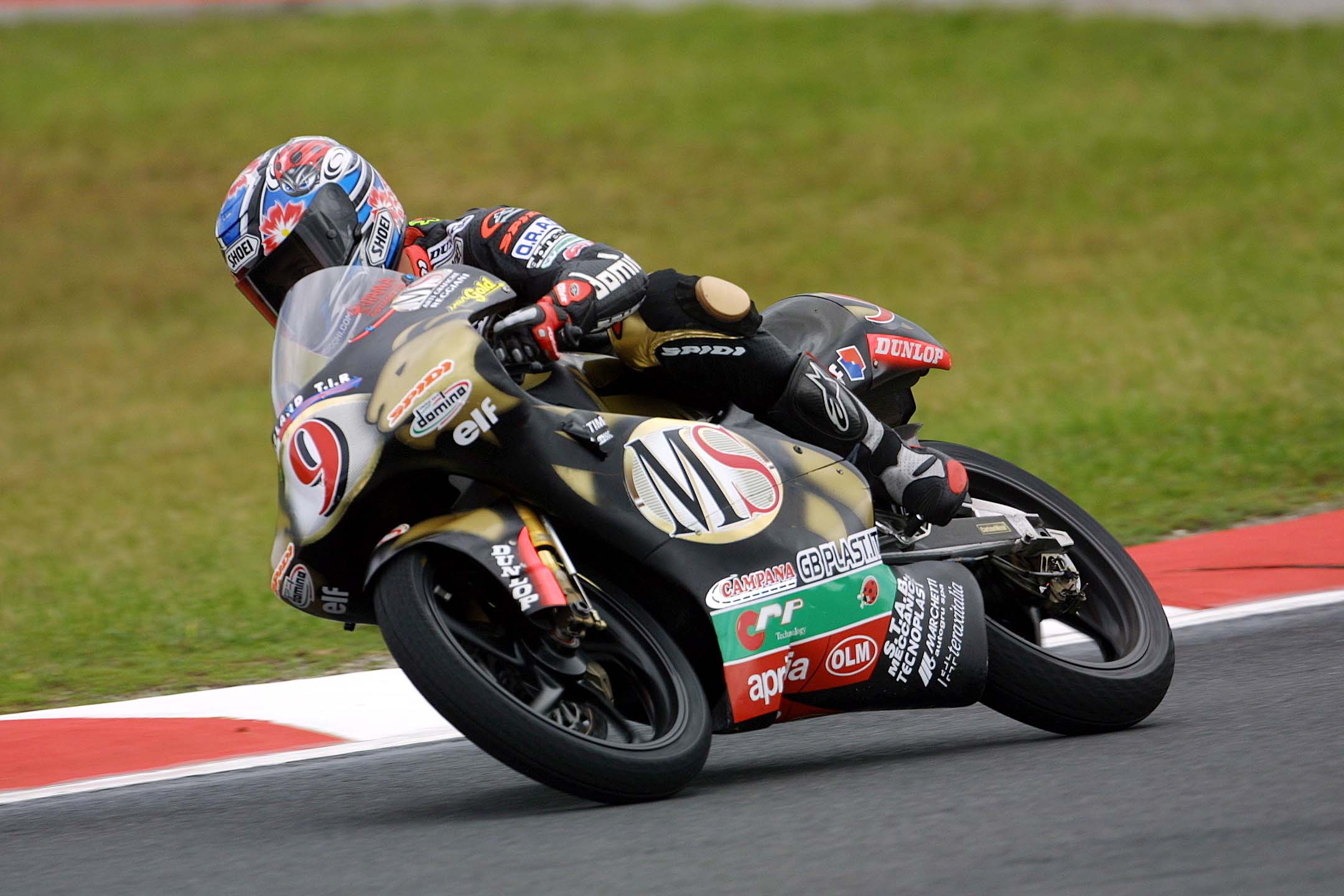
Lucio Cecchinello au Grand Prix d'Australie 2001

L'année 2001 marque un changement de stratégie pour l'équipe : passage des motos Honda aux Aprilia et remplacement de l'ancien Noboru Ueda par le jeune Raúl Jara (es). Si l'année du jeune pilote espagnol n'a pas marqué les esprits, avec seulement 9 points inscrits, la moto italienne permet à Lucio Cecchinello de retrouver la victoire lors du Grand Prix moto de Catalogne 2001 et de compiler plusieurs podiums. L'année se conclut pour lui avec son meilleur résultat en 125cm3, soit 156 points valant la 4e place au classement final. 
2002 voit l'expansion de l'équipe LCR dans le championnat 250cm3 et le début d'une collaboration fructueuse avec Casey Stoner. Le jeune pilote australien, qui a marqué ses premiers points lors de 2 wild card en 125cm3, a pour coéquipier David Checa, pilote espagnol possédant déjà l'expérience de la catégorie avec 2 saisons moyennes sur Honda. Cette première année dans le championnat 250cm3 est marquée par de nombreux top 10 mais un classement final modeste pour les 2 pilotes.
En 125 cm3, Lucio Cecchinello continue sa quête du titre mondial, accompagné cette fois par le Saint-Marinais Alex De Angelis, auteur de 2 saisons complètes dans la catégorie. Avec 3 victoires et 2 autres podiums, le pilote italien améliore encore son record de l'année précédente tout en gardant la même position finale, 4e. Quant à De Angelis, l'année 2002 lui permet de connaître son premier podium et sa première pole en mondial. 
L'équipe continua d'être remaniée afin de mener de front les 2 championnats et 2003 marqua le retour de Casey Stoner dans le championnat 125cm3 au côté de son patron. Si le pilote australien vécu une très bonne année avec plusieurs podiums et sa première victoire lors de la dernière course de la saison, Lucio Cecchinello connu une baisse de performance globale malgré 2 nouvelles victoires et 1 podium mais une 9e place au général, juste derrière son jeune coéquipier. Néanmoins, il réalisa son rêve en remportant le Grand Prix moto d'Italie 2003. En 250cm3, seule la nouvelle recrue Randy de Puniet fut alignée mais auteure d'une saison éclatante : 1re victoire pour le pilote et l'écurie dans la catégorie lors du Grand Prix moto de Catalogne, agrémentée de 6 autres podiums et 5 pole position. Finalement, le Français termina 4e, à 41 points du champion.

### 2004 - 2005: Retraite du pilote Cecchinello et podium mondiaux
Conscient d'une saison 2003 en deçà des précédentes et du poids des années, Lucio Cecchinello fait le choix à 34 ans de se retirer des circuits après le Grand Prix de la Communauté valencienne pour se concentrer sur son rôle de responsable d'équipe. 
L'année 2004 voit ainsi l'équipe continuer de s'engager simultanément en 125cm3 et 250cm3, marquée par d'excellents résultats. Randy de Puniet reste l'unique pilote en catégorie intermédiaire et est l'auteur d'une autre saison brillante avec une nouvelle victoire au Grand Prix moto de Catalogne et 7 podiums supplémentaires. Pour la première fois de son histoire, l'équipe LCR voit un de ces pilotes finir à la 3e place du classement mondial. 
L'équipe 125cm3 connaît aussi le même succès : avec un duo de pilote totalement renouvelé, le champion italien Roberto Locatelli va décrocher la 3e place au classement final avec 2 victoires, 6 podium et pleinement aider Aprilia à remporter le championnat constructeur de la catégorie. Son coéquipier, le jeune Mattia Pasini, va connaître des débuts en mondial plus timide mais alignera plusieurs top 10 prometteurs. 
En 2005, l'équipe fait le choix de se concentrer uniquement sur le championnat 250cm3. Casey Stoner revient auprès de Lucio Cecchninello après une année solide en 125cm3 chez KTM. À ses côtés est promu Roberto Locatelli pour son retour en 250cm3. Si ce dernier ne va pas connaître une année riche, avec 5 top 10, le pilote australien va être un prétendant au titre en remportant 5 victoires, 5 autres podiums pour une seconde place finale, un nouveau record pour l'équipe. Stoner est le premier pilote LCR à remporter plus de 3 Grand Prix dans une saison.

### Depuis 2006: Engagement en MotoGP avec Honda

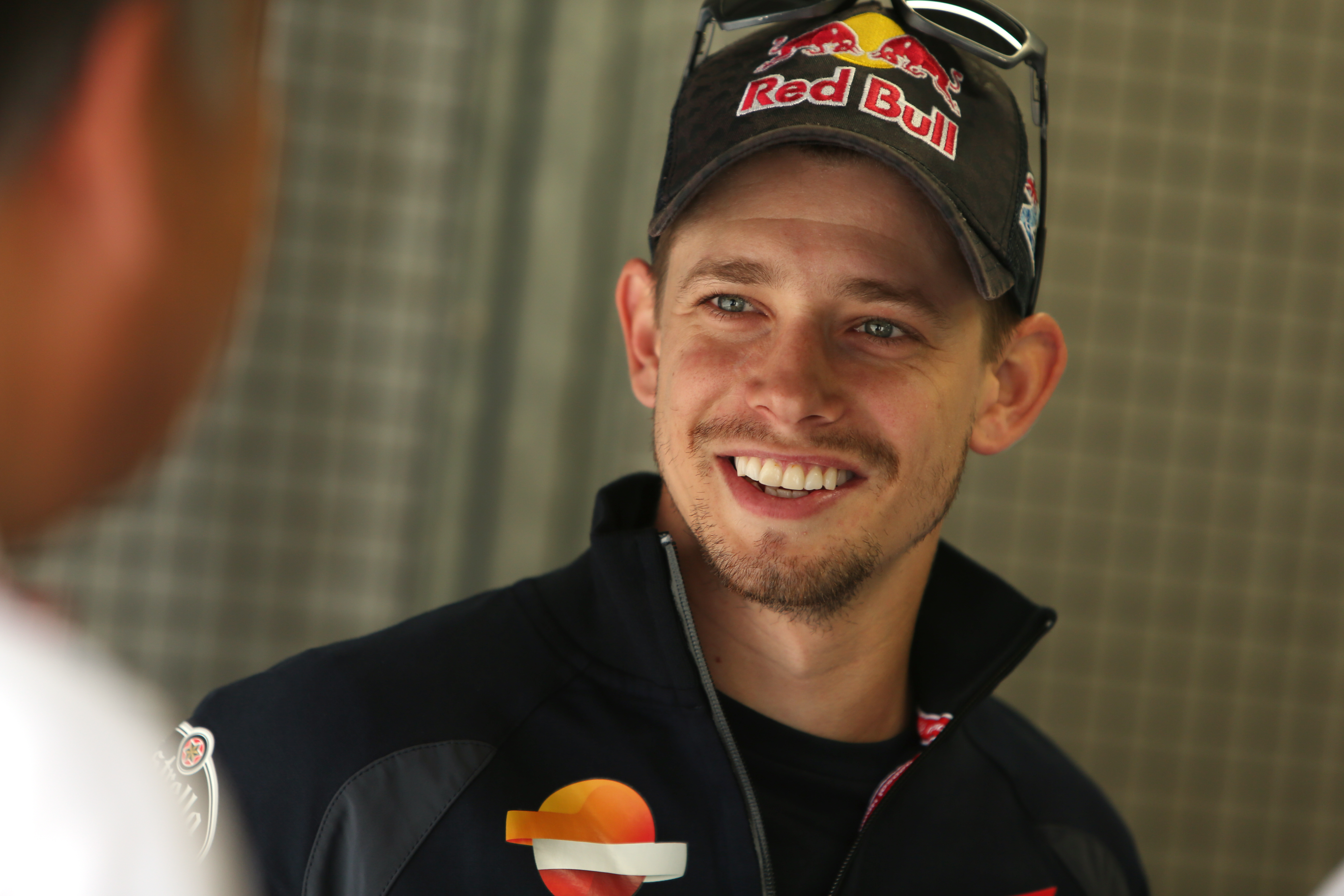
Casey Stoner, pilote LCR pendant 4 saisons

#### Début d'engagement compliqué
Fort du succès des deux années précédentes et du potentiel de son pilote, Lucio Cecchinello estimait réaliste une montée en MotoGP pour la saison 2006. Aprilia n'étant pas engagé dans la catégorie reine, il était nécessaire de trouver un nouveau partenaire pour permettre à l'équipe de poursuivre son ascension. En octobre 2005, l'équipe trouva un accord avec Yamaha pour réaliser ce projet malgré un budget encore à compléter. Malgré un contrat avec LCR pour 2006, Casey Stoner reçu une offre de la part de Honda Pons et testa la RC211V sur le circuit de Valencia au lendemain de la fin de saison. Alors que Lucio Cecchinello voyait ses rêves de MotoGP s'envoler en même temps que son pilote, Casey Stoner se retrouva sans équipe après l'échec d'Honda Pons à réunir un budget suffisant. Honda et le pilote australien ayant un contrat pour courir en MotoGP en 2006, le constructeur nippon s'est donc naturellement tourné vers l'équipe LCR pour finaliser son projet, Stoner signant un nouveau contrat d'un an avec une autre en option avec Cecchinello.
La première année d'engagement de l'équipe en MotoGP fut une réussite. Casey Stoner monta sur son premier podium dans la catégorie lors de son troisième Grand Prix, sur le circuit d'Istanbul Park. Le reste de l'année fut marqué par de nombreux top 5 mais aussi plusieurs chutes du fougueux australien. Avec seulement 10 arrivées sur 17 Grand Prix, mais toutes dans le top 10, Stoner termina à une prometteuse 8e place au classement général. Ces débuts prometteurs attirèrent l'attention de Ducati qui enrôla le jeune Australien pour la saison suivante.
Après la perte de son prodige, Lucio Cecchinello pense avoir trouvé en Carlos Checa un remplaçant solide. Déjà en contact avec l'équipe à la suite du retrait de l'équipe de Sito Pons, le pilote sort d'une saison solide dans l'équipe satellite de Yamaha Tech 3 et possède 12 ans d'expérience dans la catégorie reine. À la demande de Honda, 2007 voit aussi le retour de LCR dans le championnat 250cm3 avec l'engagement du jeune Eugene Laverty sur une RS250R (en) marqué du fabricant de boisson Red Bull. 
Tandis que son ancien pilote Casey Stoner remporte le titre avec Ducati, Lucio Cecchinello voit son équipe essuyer une mauvaise année sur tous les tableaux. En MotoGP, la Honda 800cm3 est bien moins performante que la 990cm3 de l'année précédente. Finalement, Carlos Checa ne cumule que 3 top 10 et tire sa révérence au monde du MotoGP. En 250cm3, le jeune pilote irlandais Laverty ne trouve pas la recette et ne connaît que 4 arrivées dans les points pour 6 points inscrits. 

#### Retour de Randy de Puniet

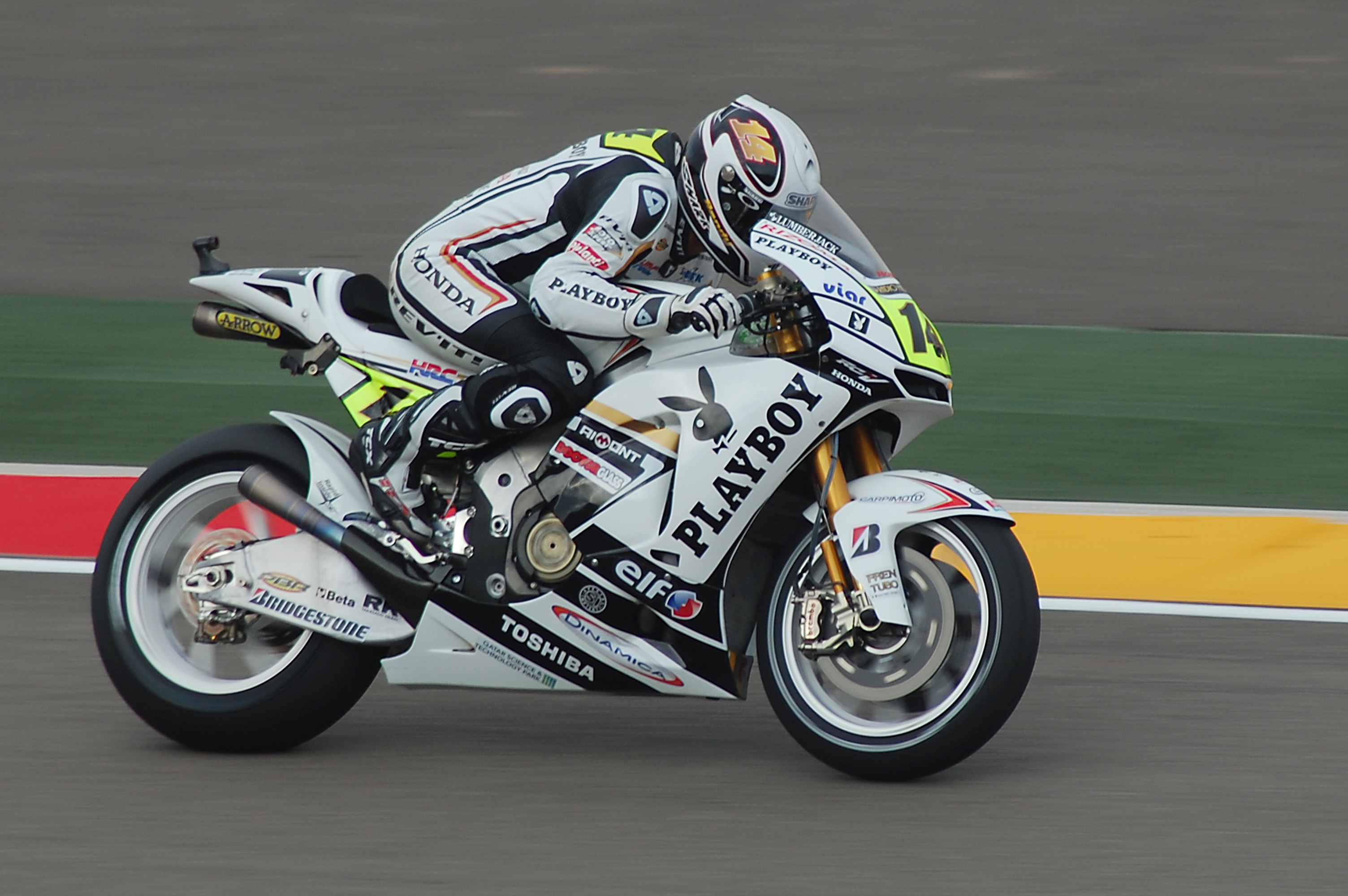
Randy de Puniet en 2010

Face à cette dernière saison compliqué, Lucio Cecchinello devait réagir. Son ambition première était de recruter le vice-champion 250cm3 sur Honda Andrea Dovizioso. Néanmoins, ce dernier fit le choix d'accompagner son écurie depuis 2002, le Scot Racing Team, dans l'aventure du MotoGP. Le manager italien se lia donc pour deux ans avec son ancien pilote Randy de Puniet, qui sortait de deux saisons compliqués avec Kawasaki. Engagé avec une Honda satellite à pneus Michelin, l'équipe ne put faire mieux que l'année 2007, avec la 15e place finale et 61 points.
L'année 2009 ne vit aucun changement de pilote, uniquement de manufacturier pneumatique puisque Bridgestone devient l'unique fournisseur du MotoGP. La saison fut plus aboutie avec la troisième place acquise par de Puniet sous la pluie du Grand Prix moto de Grande-Bretagne 2009. Le classement final vit le pilote français dépasser les 100 points et atteindre la 11e place, à 9 points de la 7e place de Toni Elías au général.
L'année suivante fut la confirmation de cette bonne forme, avec 12 top 10 pour le pilote français, 116 points et la 9e place au général, malgré une absence de podium et une blessure au Grand Prix moto d'Allemagne 2010. Néanmoins, la petite structure italienne ne peut assurer sa participation en MotoGP que grâce aux sponsors, et la nationalité de Randy de Puniet représente plutôt un frein aux démarches du manager. Ainsi, LCR annonce le recrutement de Toni Elías pour la saison 2011.

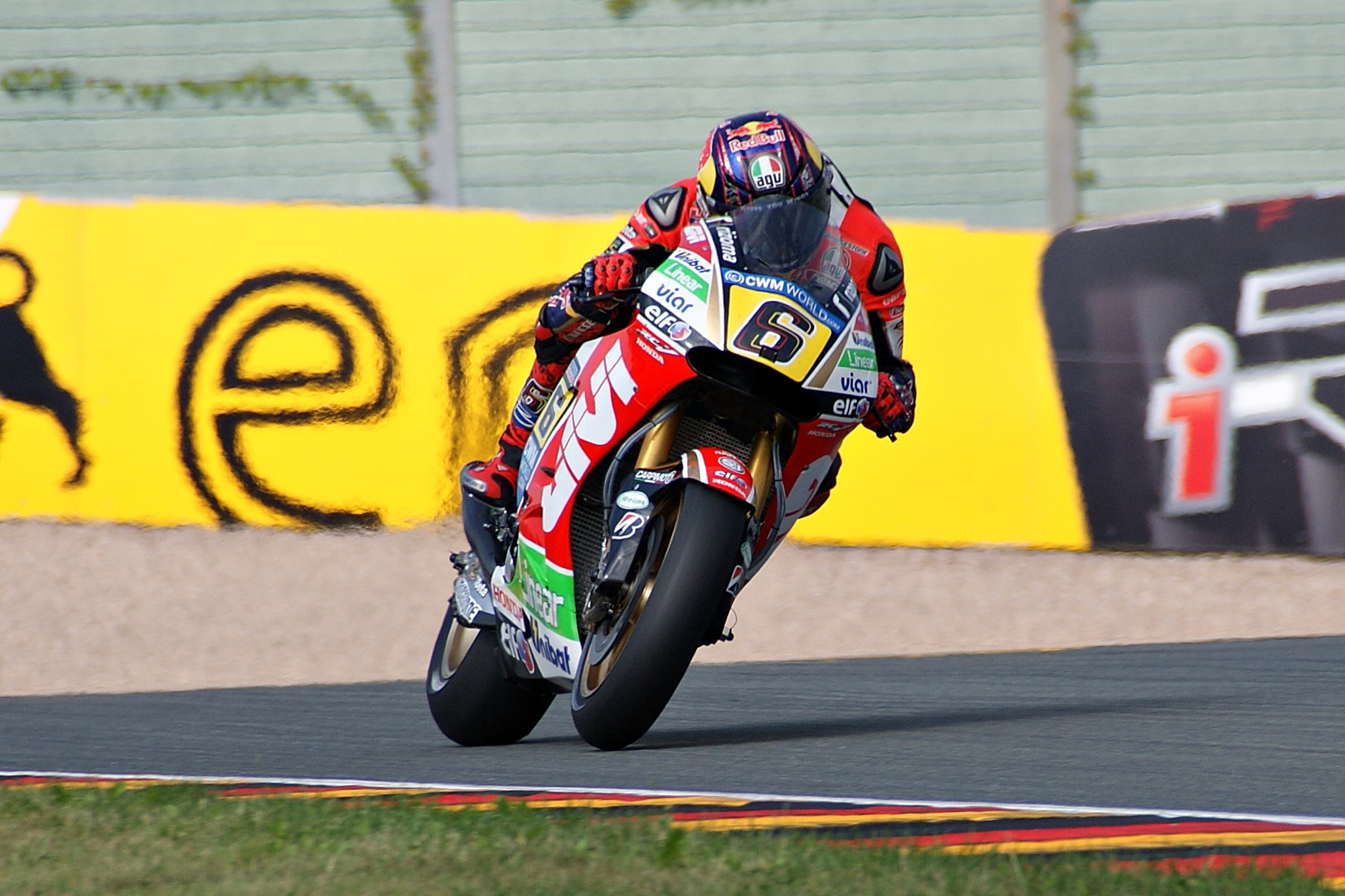
Stefan Bradl en 2014

#### Passage de Toni Elías et engagement de Stefan Bradl
De retour en MotoGP auréolé du premier titre de champion de Moto2, Toni Elías s'attend à poursuivre l'ascension débuté lors de ses 5 saisons précédentes dans la catégorie reine. Malheureusement, alors que Casey Stoner apportait le titre au guidon de la Honda RC212V, le pilote espagnol vécu de son côté une terne saison 2011. Avec 5 top 10, 61 points et une 15e place finale, la situation ne pouvait rester en l'état surtout que l'ambiance dans l'écurie se dégradait. L'écurie LCR aligne pour la première fois une deuxième MotoGP pour Kousuke Akiyoshi (en) au Grand Prix du Japon et pour Ben Bostrom (en) pour le Grand Prix des États-Unis,.
L'équipe engage donc le dernier champion du monde Moto2 allemand Stefan Bradl pour 2 saisons. De plus, changement de réglementation oblige, LCR disposera de la dernière Honda RC213V 1000cm3. Fort de ces nouveautés, l'année 2012 est une réussite avec 14 top 10 en 14 courses terminées pour le pilote Allemand et une 8e place au classement général.
L'année 2013 est la confirmation de 2012, avec autant de top 10 que d'arrivées, mais agrémentés d'une pole et d'une deuxième place au Grand Prix moto des États-Unis. Dans ces conditions, la prolongation de Stefan Bradl a été actée au milieu de l'été 2013.
La saison 2014 a montré un arrêt de la progression du pilote allemand : plus d'abandon que les années précédentes et aucun podium. Avec 117 points et la 9e place au général, cette saison est la plus faible pour Bradl. Ainsi, logiquement, et après un rocambolesque retournement de situation, LCR annonce conclure l'arrivée du pilote britannique Cal Crutchlow.

#### Engagement de Cal Crutchlow et renforcement des liens avec Honda
Alors qu'il avait donné son accord pour continuer avec Ducati le 19 juillet 2014, Cal Crutchlow fait volte-face 15 jours après et s'engage avec Honda et l'équipe de Lucio Cecchinello,. L'engagement du pilote a été rendu possible par la signature d'un nouveau sponsor titre anglais, CWM FX (en), pour 6,3 millions d'euros. Cet accord marque aussi un renforcement de la collaboration avec Honda puisque le pilote anglais disposera d'une Honda RC213V d'usine, avec un soutien renforcé du constructeur. En plus de cela, l'écurie engagera pour la première fois en MotoGP une seconde moto en catégorie « Open », une Honda RC213V-RS, pour le jeune Jack Miller qui a fait le grand saut depuis le Moto3.
D'un point de vue sportif, cette année 2015 a vu Cal Crutchlow monter sur son premier podium pour l'écurie dès la troisième manche, Grand Prix moto d'Argentine. Régulier, avec 12 top 10 dont 3 top 5, le pilote anglais a terminé la saison à la 8e place au classement général. Son coéquipier, équipé d'une moto bien moins véloce, a engrangé de l'expérience et connu 6 entrées dans les points, pour une 19e place finale, la 3e pour le classement de la catégorie « Open ».

Sur le plan financier, l'année de l'équipe est marquée par le retrait de son sponsor titre après le Grand Prix moto de République tchèque, à la suite d'allégations de fraude suivies d'une enquête policière. L'avenir de l'écurie n'a pas été menacé, CWM FX ayant versé les 2/3 des sommes dues. Lucio Cecchinello a pu aussi compter sur GIVI, sponsor de longue date de l'écurie, et Castrol qui ont augmenté leur visibilité sur la moto. Preuve de la solidité financière de l'écurie, LCR annonça la prolongation de Crutchlow pour une année et une autre en option dès la fin août 2015. Néanmoins, la perte du sponsor titre obligea l'écurie à se séparer de Jack Miller.

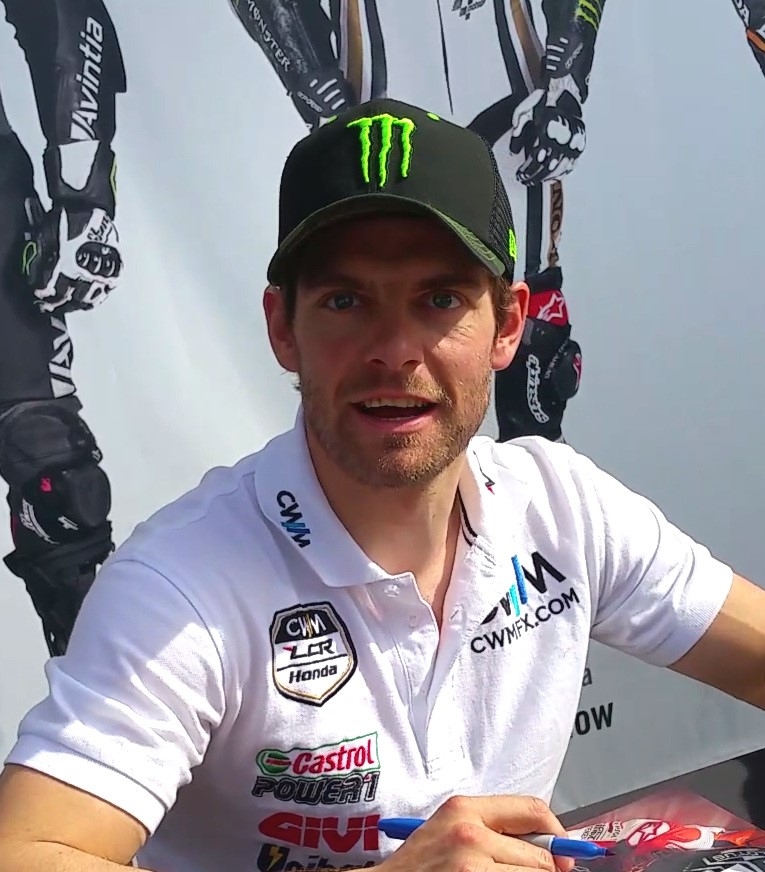
Cal Crutchlow, pilote LCR de 2015 à 2020

Malgré cette instabilité, l'année 2016 allait être une réussite pour LCR. Si le début de l'année fut poussif avec un premier top 10 uniquement au 7e Grand Prix, le britannique réussit à remporter son premier Grand Prix MotoGP sur le circuit de Brno en République Tchèque. Cette victoire est aussi la première en catégorie reine pour l'équipe de Lucio Cecchinello. Mieux, Crutchlow récidiva deux mois plus tard lors du Grand Prix d'Australie. Il cumula ces victoires à deux secondes places au Grand Prix moto d'Allemagne et pour sa course à domicile à Silverstone après avoir réalisé la pole. Finalement, et malgré 6 abandons et 26 chutes au cours de l'année, l'anglais termina avec 141 points, la 7e place au général et premier pilote indépendant.
Après un accident lors de la première course 2017 au Qatar, Cal Crutchlow monta sur la 3e marche du podium lors du second Grand Prix en Argentine. Ce fut son seul top 3 d'une année plus modeste que la précédente, malgré 5 arrivées dans les 5 premiers, 112 points et la 9e place finale. Le 20 juin 2017, un nouveau contrat de 2 ans est signé entre le pilote anglais et Honda pour qu'il continue de courir au sein de LCR avec une RC2013V d'usine, confirmant ainsi la place de LCR comme équipe satellite du constructeur à l'aile dorée. 
Pour 2018, l'équipe italienne engage une deuxième moto pour le prometteur Takaaki Nakagami qui emmène avec lui les espoirs de Honda de voir un compatriote vainqueur en catégorie reine. Côté sponsor, l'équipe présente l'originalité à partir de 2018 d'avoir deux motos avec deux livrées différentes : une aux couleurs de Castrol pour la Honda de Crutchlow, une autre avec l'identité d'Idemitsu pour Nakagami. Sur le plan des résultats, Cal Crutchlow allait réussir sa meilleure saison chez LCR : victoire au Grand Prix d'Argentine, podiums aux Grand Prix de Saint-Marin et du Japon et 4 autres arrivées dans le top 5. Malgré une blessure pendant les essais du Grand Prix d'Australie qui l'empêchera de participer aux 3 dernières courses (remplacement par Stefan Bradl), le pilote anglais boucla l'année à la 7e place au général. Pour Nagakami, 2018 a été une année d'apprentissage, marqué par onze entrées dans les points et surtout une 6e place lors du dernier Grand Prix de la saison. Le Japonais se classa 20e au général.

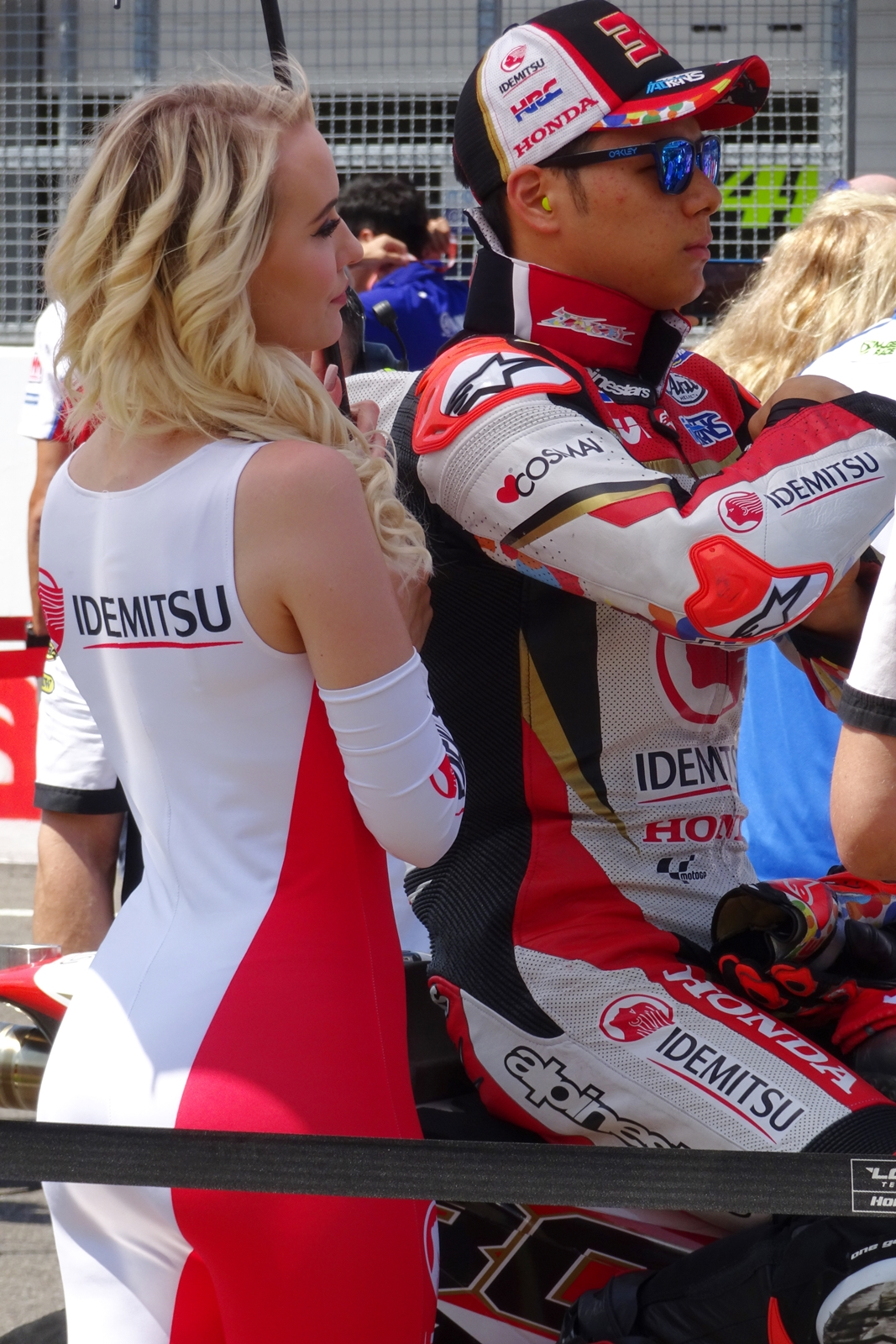
Nakagami sur la grille du GP d'Allemagne 2018

#### Début enMotoEet montée en puissance de Takaaki Nakagami
Si le passage à l'année 2019 permis de consolider la structure MotoGP, LCR se lança dans la nouvelle aventure du MotoE. Pour cela, Lucio Cecchinello fit revenir son ancien pilote Randy de Puniet accompagné de Niccolò Canepa, expérimenté italien. Cette première saison n'a pas emmené les résultats escomptés, avec uniquement une 9e place au général pour l'italien et la 17e pour le Français. Côté MotoGP, l'année a parfaitement démarré avec un podium pour Cal Crutchlow lors de la manche inaugurale au Qatar. Le reste de la saison du Britannique fut un cran en dessous de la précédente (133 points à la fin contre 148 en 2018), mais permit de cumuler deux autres podiums en Allemagne et en Australie, et 8 top 10. La 9e place finale vint sanctionner l'année de Crutchlow.
Pour son coéquipier Takaaki Nakagami, l'année 2019 marqua une réelle progression notamment lors de la première partie de saison. Le Japonais connue lors des 10 premiers Grand Prix sept top 10 et deux abandons, avec pour meilleur place une 5e position en Italie. À partir du Grand Prix d'Assen et une chute en course, les résultats de Nakagami furent plus irréguliers. Il dut se résoudre à se faire opérer de l'épaule après son Grand Prix à domicile et à être remplacé par Johann Zarco. Finalement, le Japonais fit plus que doubler ses points de sa première saison et termina à la 13e place au général malgré une saison tronquée.
Pour la saison 2020, LCR renouvela ses engagements et ses pilotes en MotoGP et MotoE, où le seul changement fut le remplacement de Randy de Puniet, en difficulté avec l'Energica, par Xavier Simeon en provenance de l'écurie Avintia Esponsorama Racing,. Après trois courses dans une championnat 2020 perturbé par la pandémie de Covid-19, la dynamique semble s'être inversée entre les deux pilotes. Ayant appris son remplacement chez LCR par Álex Márquez avant le début de la saison, Cal Crutchlow a aussi été pénalisé par une fracture du poignet lors des essais du premier Grand Prix MotoGP, perturbant ses premiers résultats. Pour Takaaki Nakagami en revanche, le début d'année est prometteur, avec une quatrième place lors du Grand Prix d'Andalousie et quatre autres top 10 lors des cinq premières courses.
En MotoE, Canepa et Siméon n'ont pour l'heure pas porté haut les couleurs de LCR lors des deux premières courses disputées.

## Résultats et statistiques

### Résultats

#### Résultats par saison
| Année | Catégorie | Écurie                   | Moto               | Pneus | Pilotes               | Courses disputées | Victoires | Podiums | Poles | Meilleurs tours | Points | Classement |
| ----- | --------- | ------------------------ | ------------------ | ----- | --------------------- | ----------------- | --------- | ------- | ----- | --------------- | ------ | ---------- |
| 1996  | 125cm3    | Honda Team GP3           | Honda RS125R       |       | Lucio Cecchinello     | 15                | 0         | 0       | 0     | 0               | 59     | 15e        |
| 1997  | 125cm3    | Spidi Honda LCR          | Honda RS125R       |       | Lucio Cecchinello     | 15                | 0         | 0       | 0     | 0               | 73     | 14e        |
| 1998  | 125cm3    | Givi Honda LCR           | Honda RS125R       | D     | Lucio Cecchinello     | 13                | 1         | 3       | 0     | 1               | 130    | 5e         |
| 1998  | 125cm3    | Givi Honda LCR           | Honda RS125R       | D     | Noboru Ueda           | 8                 | 1         | 1       | 4     | 0               | 62     | 13e        |
| 1998  | 125cm3    | Givi Honda LCR           | Honda RS125R       | D     | Hiroyuki Kikuchi (it) | 6                 | 0         | 1       | 0     | 0               | 51     | 15e        |
| 1999  | 125cm3    | Givi Honda LCR           | Honda RS125R       | D     | Noboru Ueda           | 16                | 1         | 6       | 1     | 2               | 171    | 5e         |
| 1999  | 125cm3    | Givi Honda LCR           | Honda RS125R       | D     | Lucio Cecchinello     | 16                | 0         | 4       | 3     | 0               | 108    | 9e         |
| 2000  | 125cm3    | Givi Honda LCR           | Honda RS125R       | D     | Noboru Ueda           | 16                | 0         | 4       | 1     | 2               | 153    | 5e         |
| 2000  | 125cm3    | Givi Honda LCR           | Honda RS125R       | D     | Lucio Cecchinello     | 16                | 0         | 0       | 0     | 0               | 91     | 11e        |
| 2001  | 125cm3    | MS Aprilia LCR           | Aprilia RS125      | D     | Lucio Cecchinello     | 16                | 1         | 4       | 1     | 2               | 156    | 4e         |
| 2001  | 125cm3    | MS Aprilia LCR           | Aprilia RS125      | D     | Raúl Jara (es)        | 16                | 0         | 0       | 0     | 0               | 9      | 26e        |
| 2002  | 250cm3    | Safilo Oxydo Race LCR    | Aprilia RS250 (en) | D     | Casey Stoner          | 15                | 0         | 0       | 0     | 0               | 68     | 12e        |
| 2002  | 250cm3    | Safilo Oxydo Race LCR    | Aprilia RS250 (en) | D     | David Checa           | 15                | 0         | 0       | 0     | 0               | 60     | 13e        |
| 2002  | 125cm3    | Safilo Oxydo Race LCR    | Aprilia RS125      | D     | Lucio Cecchinello     | 16                | 3         | 5       | 0     | 5               | 180    | 4e         |
| 2002  | 125cm3    | Safilo Oxydo Race LCR    | Aprilia RS125      | D     | Alex de Angelis       | 16                | 0         | 1       | 1     | 0               | 87     | 9e         |
| 2003  | 250cm3    | Safilo Oxydo – LCR       | Aprilia RS250 (en) | D     | Randy de Puniet       | 16                | 3         | 9       | 5     | 2               | 208    | 4e         |
| 2003  | 125cm3    | Safilo Oxydo – LCR       | Aprilia RS125      | D     | Casey Stoner          | 14                | 1         | 4       | 1     | 2               | 125    | 8e         |
| 2003  | 125cm3    | Safilo Oxydo – LCR       | Aprilia RS125      | D     | Lucio Cecchinello     | 16                | 2         | 3       | 0     | 2               | 112    | 9e         |
| 2004  | 250cm3    | Safilo Carrera – LCR     | Aprilia RS250 (en) | D     | Randy de Puniet       | 16                | 1         | 8       | 2     | 0               | 214    | 3e         |
| 2004  | 125cm3    | Safilo Carrera – LCR     | Aprilia RS125      | D     | Roberto Locatelli     | 16                | 2         | 6       | 1     | 1               | 192    | 3e         |
| 2004  | 125cm3    | Safilo Carrera – LCR     | Aprilia RS125      | D     | Mattia Pasini         | 16                | 0         | 0       | 0     | 0               | 54     | 15e        |
| 2005  | 250cm3    | Carrera Sunglasses – LCR | Aprilia RS250 (en) | D     | Casey Stoner          | 16                | 5         | 10      | 2     | 1               | 254    | 2e         |
| 2005  | 250cm3    | Carrera Sunglasses – LCR | Aprilia RS250 (en) | D     | Roberto Locatelli     | 16                | 0         | 0       | 0     | 0               | 61     | 13e        |
| 2006  | MotoGP    | Honda LCR                | Honda RC211V       | M     | Casey Stoner          | 16                | 0         | 1       | 1     | 0               | 119    | 8e         |
| 2007  | MotoGP    | Honda LCR                | Honda RC212V       | M     | Carlos Checa          | 18                | 0         | 0       | 0     | 0               | 65     | 14e        |
| 2007  | 250cm3    | Honda LCR                | Honda RS250R (en)  | D     | Eugene Laverty        | 17                | 0         | 0       | 0     | 0               | 6      | 25e        |
| 2008  | MotoGP    | LCR Honda MotoGP         | Honda RC212V       | M     | Randy de Puniet       | 18                | 0         | 0       | 0     | 0               | 61     | 15e        |
| 2009  | MotoGP    | LCR Honda MotoGP         | Honda RC212V       | B     | Randy de Puniet       | 17                | 0         | 1       | 0     | 0               | 106    | 11e        |
| 2010  | MotoGP    | LCR Honda MotoGP         | Honda RC212V       | B     | Randy de Puniet       | 17                | 0         | 0       | 0     | 0               | 116    | 9e         |
| 2010  | MotoGP    | LCR Honda MotoGP         | Honda RC212V       | B     | Roger Lee Hayden      | 1                 | 0         | 0       | 0     | 0               | 5      | 19e        |
| 2011  | MotoGP    | LCR Honda MotoGP         | Honda RC212V       | B     | Toni Elías            | 17                | 0         | 0       | 0     | 0               | 61     | 15e        |
| 2011  | MotoGP    | LCR Honda MotoGP         | Honda RC212V       | B     | Kousuke Akiyoshi (en) | 1 (2)             | 0         | 0       | 0     | 0               | 4 (7)  | 20e        |
| 2011  | MotoGP    | LCR Honda MotoGP         | Honda RC212V       | B     | Ben Bostrom (en)      | 1                 | 0         | 0       | 0     | 0               | 0      | NC         |
| 2012  | MotoGP    | LCR Honda MotoGP         | Honda RC213V       | B     | Stefan Bradl          | 18                | 0         | 0       | 0     | 0               | 135    | 8e         |
| 2013  | MotoGP    | LCR Honda MotoGP         | Honda RC213V       | B     | Stefan Bradl          | 16                | 0         | 1       | 1     | 0               | 156    | 7e         |
| 2014  | MotoGP    | LCR Honda MotoGP         | Honda RC213V       | B     | Stefan Bradl          | 18                | 0         | 0       | 0     | 0               | 117    | 9e         |
| 2015  | MotoGP    | CWM LCR Honda            | Honda RC213V       | B     | Cal Crutchlow         | 18                | 0         | 1       | 0     | 0               | 125    | 8e         |
| 2015  | MotoGP    | CWM LCR Honda            | Honda RC213V-RS    | B     | Jack Miller           | 18                | 0         | 0       | 0     | 0               | 17     | 19e        |
| 2016  | MotoGP    | LCR Honda                | Honda RC213V       | M     | Cal Crutchlow         | 18                | 2         | 4       | 1     | 1               | 141    | 7e         |
| 2017  | MotoGP    | LCR Honda                | Honda RC213V       | M     | Cal Crutchlow         | 18                | 0         | 1       | 0     | 0               | 112    | 9e         |
| 2018  | MotoGP    | LCR Honda IDEMITSU       | Honda RC213V       | M     | Takaaki Nakagami      | 18                | 0         | 0       | 0     | 0               | 33     | 20e        |
| 2018  | MotoGP    | LCR Honda CASTROL        | Honda RC213V       | M     | Cal Crutchlow         | 15                | 1         | 3       | 1     | 0               | 148    | 7e         |
| 2018  | MotoGP    | LCR Honda CASTROL        | Honda RC213V       | M     | Stefan Bradl          | 2                 | 0         | 0       | 0     | 0               | 10     | 24e        |
| 2019  | MotoGP    | LCR Honda IDEMITSU       | Honda RC213V       | M     | Takaaki Nakagami      | 16                | 0         | 0       | 0     | 0               | 74     | 13e        |
| 2019  | MotoGP    | LCR Honda IDEMITSU       | Honda RC213V       | M     | Johann Zarco          | 3 (16)            | 0         | 0       | 0     | 0               | 3 (27) | 17e        |
| 2019  | MotoGP    | LCR Honda CASTROL        | Honda RC213V       | M     | Cal Crutchlow         | 19                | 0         | 3       | 0     | 0               | 133    | 9e         |
| 2019  | MotoE     | LCR E-Team               | Energica Ego (en)  | M     | Niccolò Canepa        | 6                 | 0         | 0       | 0     | 0               | 46     | 9e         |
| 2019  | MotoE     | LCR E-Team               | Energica Ego (en)  | M     | Randy de Puniet       | 6                 | 0         | 0       | 0     | 0               | 21     | 17e        |
| 2020  | MotoGP    | LCR Honda IDEMITSU       | Honda RC213V       | M     | Takaaki Nakagami      | 5                 | 0         | 0       | 0     | 0               | 46     | 6e         |
| 2020  | MotoGP    | LCR Honda CASTROL        | Honda RC213V       | M     | Cal Crutchlow         | 5                 | 0         | 0       | 0     | 0               | 7      | 21e        |
| 2020  | MotoE     | LCR E-Team               | Energica Ego (en)  | M     | Niccolò Canepa        | 2                 | 0         | 0       | 0     | 0               | 14     | 10e        |
| 2020  | MotoE     | LCR E-Team               | Energica Ego (en)  | M     | Xavier Siméon         | 2                 | 0         | 0       | 0     | 0               | 15     | 9e         |

#### Résultats détaillés en 125cm3
Système d’attribution des points
| Position | 1er | 2e | 3e | 4e | 5e | 6e | 7e | 8e | 9e | 10e | 11e | 12e | 13e | 14e | 15e |
| Points   | 25  | 20 | 16 | 13 | 11 | 10 | 9  | 8  | 7  | 6   | 5   | 4   | 3   | 2   | 1   |

| Année | Moto          | Pneus | Pilotes               | 1       | 2       | 3       | 4       | 5       | 6       | 7       | 8       | 9       | 10      | 11      | 12      | 13      | 14      | 15      | 16      | Points | Classement |
| ----- | ------------- | ----- | --------------------- | ------- | ------- | ------- | ------- | ------- | ------- | ------- | ------- | ------- | ------- | ------- | ------- | ------- | ------- | ------- | ------- | ------ | ---------- |
| 1996  | Honda RS125   |       | Lucio Cecchinello     | MAL Ab. | INA 12  | JPN 7   | SPA Ab. | ITA 6   | FRA Ab. | NED Ab. | GER 14  | GBR 9   | AUT 18  | CZE 8   | IMO Ab. | CAT Ab. | RIO 7   | AUS 6   |         | 59     | 15e        |
| 1997  | Honda RS125   |       | Lucio Cecchinello     | MAL 10  | JPN Ab. | SPA 15  | ITA 8   | AUT Ab. | FRA Ab. | NED Ab. | IMO Ab. | GER 5   | RIO 8   | GBR 10  | CZE 5   | CAT 6   | INA 13  | AUS 7   |         | 73     | 14e        |
| 1998  | Honda RS125   | D     | Lucio Cecchinello     | JPN 4   | MAL 12  | SPA Ab. | ITA Ab. | FRA 5   | MAD 1   | NED 4   | GBR 6   | GER DNS | CZE 3   | IMO Ab. | CAT 4   | AUS 7   | ARG 3   |         |         | 130    | 5e         |
| 1998  | Honda RS125   | D     | Noboru Ueda           | JPN Ab. | MAL 1   | SPA 5   | ITA 7   | FRA Ab. | MAD INJ | NED INJ | GBR INJ | GER INJ | CZE INJ | IMO INJ | CAT 6   | AUS 18  | ARG 9   |         |         | 62     | 13e        |
| 1998  | Honda RS125   | D     | Hiroyuki Kikuchi (it) | JPN 7   | MAL DNP | SPA DNP | ITA DNP | FRA DNP | MAD 3   | NED 13  | GBR 15  | GER 4   | CZE 7   | IMO DNS | CAT DNP | AUS DNP | ARG DNP |         |         | 52     | 15e        |
| 1999  | Honda RS125   | D     | Lucio Cecchinello     | MAL 17  | JPN 6   | SPA 2   | FRA Ab. | ITA 9   | CAT 5   | NED Ab. | GBR Ab. | GER 3   | CZE 3   | IMO Ab. | VAL Ab. | AUS 2   | RSA 8   | RIO 21  | ARG Ab. | 108    | 9e         |
| 1999  | Honda RS125   | D     | Noboru Ueda           | MAL Ab. | JPN Ab. | SPA 8   | FRA 5   | ITA 3   | CAT 4   | NED 2   | GBR 2   | GER 5   | CZE 2   | IMO 5   | VAL 3   | AUS Ab. | RSA Ab. | RIO 1   | ARG Ab. | 171    | 5e         |
| 2000  | Honda RS125   | D     | Lucio Cecchinello     | RSA 11  | MAL 18  | JPN Ab. | SPA 6   | FRA 7   | ITA Ab. | CAT Ab. | NED 4   | GBR 7   | GER Ab. | CZE 4   | POR 4   | VAL 8   | RIO 5   | PAC DSQ | AUS Ab. | 91     | 11e        |
| 2000  | Honda RS125   | D     | Noboru Ueda           | RSA 5   | MAL 5   | JPN 2   | SPA 5   | FRA Ab. | ITA 6   | CAT Ab. | NED 2   | GBR 3   | GER 13  | CZE 5   | POR Ab. | VAL 11  | RIO 6   | PAC 7   | AUS 3   | 153    | 5e         |
| 2001  | Aprilia RS125 | D     | Lucio Cecchinello     | JPN 6   | RSA 19  | SPA 2   | FRA 5   | ITA Ab. | CAT 1   | NED Ab. | GBR 5   | GER 5   | CZE 2   | POR 16  | VAL 8   | PAC 4   | AUS 5   | MAL 3   | RIO Ab. | 156    | 4e         |
| 2001  | Aprilia RS125 | D     | Raúl Jara (es)        | JPN Ab. | RSA 24  | SPA 19  | FRA Ab. | ITA 17  | CAT 23  | NED 14  | GBR 22  | GER 23  | CZE Ab. | POR 14  | VAL 25  | PAC 11  | AUS 24  | MAL 18  | RIO 18  | 9      | 26e        |
| 2002  | Aprilia RS125 | D     | Lucio Cecchinello     | JPN 9   | RSA Ab. | SPA 1   | FRA 1   | ITA 6   | CAT 4   | NED 5   | GBR Ab. | GER Ab. | CZE 1   | POR 6   | RIO 10  | PAC Ab. | MAL 2   | AUS 2   | VAL 8   | 180    | 4e         |
| 2002  | Aprilia RS125 | D     | Alex de Angelis       | JPN Ab. | RSA 6   | SPA Ab. | FRA Ab. | ITA 7   | CAT Ab. | NED 9   | GBR 7   | GER 2   | CZE 8   | POR Ab. | RIO 11  | PAC Ab. | MAL 10  | AUS Ab. | VAL 4   | 87     | 9e         |
| 2003  | Aprilia RS125 | D     | Lucio Cecchinello     | JPN 4   | RSA 8   | SPA 1   | FRA 2   | ITA 1   | CAT Ab. | NED 16  | GBR 10  | GER 8   | CZE Ab. | POR Ab. | RIO 18  | PAC Ab. | MAL Ab. | AUS Ab. | VAL 9   | 112    | 9e         |
| 2003  | Aprilia RS125 | D     | Casey Stoner          | JPN Ab. | RSA 10  | SPA 6   | FRA 4   | ITA 18  | CAT Ab. | NED Ab. | GBR 5   | GER 2   | CZE DNS | POR DNS | RIO 2   | PAC 2   | MAL Ab. | AUS Ab. | VAL 1   | 125    | 8e         |
| 2004  | Aprilia RS125 | D     | Roberto Locatelli     | RSA 2   | SPA 8   | FRA 2   | ITA 1   | CAT Ab. | NED 2   | RIO 4   | GER 1   | GBR Ab. | CZE 3   | POR 9   | JPN 14  | PAC 20  | MAL 4   | AUS 4   | VAL 6   | 192    | 3e         |
| 2004  | Aprilia RS125 | D     | Mattia Pasini         | RSA 13  | SPA Ab. | FRA 12  | ITA 8   | CAT 11  | NED 11  | RIO 10  | GER 20  | GBR Ab. | CZE 14  | POR 17  | JPN Ab. | PAC 9   | MAL 7   | AUS 18  | VAL 11  | 54     | 15e        |

| Couleur | Résultat                     |
| ------- | ---------------------------- |
| Or      | Vainqueur                    |
| Argent  | 2e place                     |
| Bronze  | 3e place                     |
| Vert    | Terminé, dans les points     |
| Bleu    | Terminé, pas dans les points |
| Violet  | Abandon (Ab.) ou (Ret)       |
| Violet  | Non classé (NC)              |
| Rouge   | Pas qualifié (DNQ)           |
| Noir    | Disqualifié (DSQ)            |
| Blanc   | Pas au départ (DNS)          |
| Blanc   | Forfait (WD)                 |
| Blanc   | N'a pas participé (DNP)      |
| Blanc   | Blessé (INJ)                 |
| Blanc   | Exclu (EX)                   |
| Blanc   | Course annulée (C)           |

#### Résultats détaillés en 250cm3
Système d’attribution des points
| Position | 1er | 2e | 3e | 4e | 5e | 6e | 7e | 8e | 9e | 10e | 11e | 12e | 13e | 14e | 15e |
| Points   | 25  | 20 | 16 | 13 | 11 | 10 | 9  | 8  | 7  | 6   | 5   | 4   | 3   | 2   | 1   |

| Année | Moto               | Pneus | Pilotes           | 1       | 2       | 3       | 4       | 5       | 6      | 7       | 8       | 9       | 10      | 11      | 12     | 13      | 14      | 15      | 16     | 17     | Points | Classement |
| ----- | ------------------ | ----- | ----------------- | ------- | ------- | ------- | ------- | ------- | ------ | ------- | ------- | ------- | ------- | ------- | ------ | ------- | ------- | ------- | ------ | ------ | ------ | ---------- |
| 2002  | Aprilia RS250 (en) | D     | Casey Stoner      | JPN Ab. | RSA Ab. | SPA 6   | FRA Ab. | ITA DNS | CAT 6  | NED 8   | GBR 11  | GER Ab. | CZE 5   | POR Ab. | RIO 6  | PAC 17  | MAL 11  | AUS 10  | VAL 13 |        | 68     | 12e        |
| 2002  | Aprilia RS250 (en) | D     | David Checa       | JPN DNS | RSA 10  | SPA Ab. | FRA 10  | ITA 10  | CAT 12 | NED 16  | GBR 15  | GER 15  | CZE 18  | POR 8   | RIO 12 | PAC 21  | MAL 10  | AUS 8   | VAL 6  |        | 60     | 13e        |
| 2003  | Aprilia RS250 (en) | D     | Randy de Puniet   | JPN Ab. | RSA 2   | SPA 3   | FRA 2   | ITA Ab. | CAT 1  | NED Ab. | GBR 8   | GER 3   | CZE 1   | POR 3   | RIO 3  | PAC 6   | MAL 5   | AUS Ab. | VAL 1  |        | 208    | 4e         |
| 2004  | Aprilia RS250 (en) | D     | Randy de Puniet   | RSA 2   | SPA 2   | FRA 2   | ITA 4   | CAT 1   | NED 4  | RIO 8   | GER 5   | GBR 3   | CZE 2   | POR 3   | JPN 11 | QAT Ab. | MAL 5   | AUS Ab. | VAL 3  |        | 214    | 3e         |
| 2005  | Aprilia RS250 (en) | D     | Casey Stoner      | SPA Ab. | POR 1   | CHN 1   | FRA 4   | ITA 4   | CAT 2  | NED 6   | GBR 3   | GER 7   | CZE 3   | JPN 3   | MAL 1  | QAT 1   | AUS Ab. | TUR 1   | VAL 3  |        | 254    | 2e         |
| 2005  | Aprilia RS250 (en) | D     | Roberto Locatelli | SPA 7   | POR Ab. | CHN 16  | FRA 14  | ITA Ab. | CAT 12 | NED 11  | GBR Ab. | GER 11  | CZE 9   | JPN Ab. | MAL 8  | QAT Ab. | AUS 8   | TUR 8   | VAL 10 |        | 61     | 13e        |
| 2007  | Honda RS250R (en)  | D     | Eugene Laverty    | QAT 18  | SPA 14  | TUR 17  | CHN 17  | FRA 15  | ITA 20 | CAT 19  | GBR Ab. | NED 21  | GER Ab. | CZE Ab. | SMR 15 | POR 14  | JPN 19  | AUS 16  | MAL 17 | VAL 21 | 6      | 25e        |

| Couleur | Résultat                     |
| ------- | ---------------------------- |
| Or      | Vainqueur                    |
| Argent  | 2e place                     |
| Bronze  | 3e place                     |
| Vert    | Terminé, dans les points     |
| Bleu    | Terminé, pas dans les points |
| Violet  | Abandon (Ab.) ou (Ret)       |
| Violet  | Non classé (NC)              |
| Rouge   | Pas qualifié (DNQ)           |
| Noir    | Disqualifié (DSQ)            |
| Blanc   | Pas au départ (DNS)          |
| Blanc   | Forfait (WD)                 |
| Blanc   | N'a pas participé (DNP)      |
| Blanc   | Blessé (INJ)                 |
| Blanc   | Exclu (EX)                   |
| Blanc   | Course annulée (C)           |

#### Résultats détaillés en MotoGP

##### Pilotes
Système d’attribution des points
| Position | 1er | 2e | 3e | 4e | 5e | 6e | 7e | 8e | 9e | 10e | 11e | 12e | 13e | 14e | 15e |
| Points   | 25  | 20 | 16 | 13 | 11 | 10 | 9  | 8  | 7  | 6   | 5   | 4   | 3   | 2   | 1   |

| Année | Moto         | Pneus | Pilotes               | 1       | 2       | 3       | 4       | 5       | 6       | 7       | 8       | 9       | 10      | 11      | 12      | 13      | 14      | 15      | 16      | 17      | 18      | 19      | Points | Classement |
| ----- | ------------ | ----- | --------------------- | ------- | ------- | ------- | ------- | ------- | ------- | ------- | ------- | ------- | ------- | ------- | ------- | ------- | ------- | ------- | ------- | ------- | ------- | ------- | ------ | ---------- |
| 2006  | Honda RC211V | M     | Casey Stoner          | SPA 6   | QAT 5   | TUR 2   | CHN 5   | FRA 4   | ITA Ab. | CAT Ab. | NED 4   | GBR 4   | GER DNS | USA Ab. | CZE 6   | MAL 8   | AUS 6   | JPN Ab. | POR Ab. | VAL Ab. |         |         | 119    | 8e         |
| 2007  | Honda RC212V | M     | Carlos Checa          | QAT Ab. | SPA 6   | TUR 12  | CHN 10  | FRA Ab. | ITA Ab. | CAT 17  | GBR Ab. | NED 11  | GER 14  | USA 14  | CZE 10  | POR 6   | SMR 7   | JPN 18  | AUS 11  | MAL 14  | VAL 12  |         | 65     | 14e        |
| 2008  | Honda RC212V | M     | Randy de Puniet       | QAT 9   | SPA Ab. | POR 15  | CHN 13  | FRA 9   | ITA Ab. | CAT Ab. | GBR 12  | NED Ab. | GER 8   | USA 6   | CZE 16  | SMR Ab. | IND 13  | JPN 12  | AUS 9   | MAL 10  | VAL 15  |         | 61     | 15e        |
| 2009  | Honda RC212V | B     | Randy de Puniet       | QAT 10  | JPN 11  | SPA 4   | FRA 14  | ITA 8   | CAT 8   | NED 7   | USA 9   | GER Ab. | GBR 3   | CZE 10  | IND 12  | SMR 12  | POR 11  | AUS 8   | MAL Ab. | VAL 11  |         |         | 106    | 11e        |
| 2010  | Honda RC212V | B     | Randy de Puniet       | QAT 6   | SPA 9   | FRA 7   | ITA 6   | GBR 6   | NED 6   | CAT 4   | GER Ab. | USA DNS | CZE 10  | IND 13  | SMR 13  | ARA Ab. | JPN 9   | MAL 10  | AUS 10  | POR 6   | VAL 10  |         | 116    | 9e         |
| 2010  | Honda RC212V | B     | Roger Lee Hayden      |         |         |         |         |         |         |         |         | USA 11  |         |         |         |         |         |         |         |         |         |         | 5      | 19e        |
| 2011  | Honda RC212V | B     | Toni Elías            | QAT Ab. | SPA 9   | POR 11  | FRA 11  | CAT 13  | GBR 8   | NED 10  | ITA 15  | GER 16  | USA 13  | CZE 11  | IND 13  | SMR 15  | ARA Ab. | JPN Ab. | AUS 8   | MAL C   | VAL 10  |         | 61     | 15e        |
| 2011  | Honda RC212V | B     | Kousuke Akiyoshi (en) |         |         |         |         |         |         |         |         |         |         |         |         |         |         | JPN 12  |         |         |         |         | 4 (7)  | 20e        |
| 2011  | Honda RC212V | B     | Ben Bostrom (en)      |         |         |         |         |         |         |         |         |         | USA Ab. |         |         |         |         |         |         |         |         |         | 0      | NC         |
| 2012  | Honda RC213V | B     | Stefan Bradl          | QAT 8   | SPA 7   | POR 9   | FRA 5   | CAT 8   | GBR 8   | NED Ab. | GER 5   | ITA 4   | USA 7   | IND 6   | CZE 5   | SMR 6   | ARA Ab. | JPN 6   | MAL Ab. | AUS 6   | VAL Ab. |         | 135    | 8e         |
| 2013  | Honda RC213V | B     | Stefan Bradl          | QAT Ab. | AME 5   | SPA Ab. | FRA 10  | ITA 4   | CAT 5   | NED 6   | GER 4   | USA 2   | IND 7   | CZE 6   | GBR 6   | SMR 5   | ARA 5   | MAL DNS | AUS DNS | JPN 5   | VAL 6   |         | 156    | 7e         |
| 2014  | Honda RC213V | B     | Stefan Bradl          | QAT Ab. | AME 4   | ARG 5   | SPA 10  | FRA 7   | ITA Ab. | CAT 10  | NED 8   | GER 19  | IND Ab. | CZE 7   | GBR 7   | SMR Ab. | ARA 4   | JPN 7   | AUS Ab. | MAL 4   | VAL 8   |         | 117    | 9e         |
| 2015  | Honda RC213V | B     | Cal Crutchlow         | QAT 7   | AME 7   | ARG 3   | SPA 4   | FRA Ab. | ITA Ab. | CAT Ab. | NED 6   | GER 7   | IND 8   | CZE Ab. | GBR Ab. | SMR 11  | ARA 7   | JPN 6   | AUS 7   | MAL 5   | VAL 9   |         | 125    | 8e         |
| 2015  | Honda RC213V | B     | Jack Miller           | QAT Ab. | AME 14  | ARG 12  | SPA 20  | FRA Ab. | ITA Ab. | CAT 11  | NED Ab. | GER 15  | IND Ab. | CZE 19  | GBR Ab. | SMR 12  | ARA 19  | JPN Ab. | AUS 15  | MAL 17  | VAL 21  |         | 17     | 19e        |
| 2016  | Honda RC213V | M     | Cal Crutchlow         | QAT Ab. | ARG Ab. | AME 16  | SPA 11  | FRA Ab. | ITA 11  | CAT 6   | NED Ab. | GER 2   | AUT 15  | CZE 1   | GBR 2   | SMR 8   | ARA 5   | JPN 5   | AUS 1   | MAL Ab. | VAL Ab. |         | 141    | 7e         |
| 2017  | Honda RC213V | M     | Cal Crutchlow         | QAT Ab. | ARG 3   | AME 4   | SPA Ab. | FRA 5   | ITA Ab. | CAT 11  | NED 4   | GER 10  | CZE 5   | AUT 15  | GBR 4   | SMR 13  | ARA Ab. | JPN Ab. | AUS 5   | MAL 15  | VAL 8   |         | 112    | 9e         |
| 2018  | Honda RC213V | M     | Cal Crutchlow         | QAT 4   | ARG 1   | AME 19  | SPA Ab. | FRA 8   | ITA 6   | CAT 4   | NED 6   | GER Ab. | CZE 5   | AUT 4   | GBR C   | SMR 3   | ARA Ab. | THA 7   | JPN 2   | AUS DNS | MAL INJ | VAL INJ | 148    | 7e         |
| 2018  | Honda RC213V | M     | Stefan Bradl          |         |         |         |         |         |         |         |         |         |         |         |         |         |         |         |         |         | MAL 13  | VAL 9   | 10     | 24e        |
| 2018  | Honda RC213V | M     | Takaaki Nakagami      | QAT 17  | ARG 13  | AME 14  | SPA 12  | FRA 15  | ITA 18  | CAT Ab. | NED 19  | GER Ab. | CZE 17  | AUT 15  | GBR C   | SMR 13  | ARA 12  | THA 22  | JPN 15  | AUS 14  | MAL 14  | VAL 6   | 33     | 20e        |
| 2019  | Honda RC213V | M     | Cal Crutchlow         | QAT 3   | ARG 13  | AME Ab. | SPA 8   | FRA 9   | ITA 8   | CAT Ab. | NED 7   | GER 3   | CZE 5   | AUT Ab. | GBR 6   | SMR Ab. | ARA 6   | THA 12  | JPN 5   | AUS 2   | MAL Ab. | VAL Ab. | 133    | 9e         |
| 2019  | Honda RC213V | M     | Johann Zarco          |         |         |         |         |         |         |         |         |         |         |         |         |         |         |         |         | AUS 13  | MAL Ab. | VAL Ab. | 3 (30) | 18e        |
| 2019  | Honda RC213V | M     | Takaaki Nakagami      | QAT 9   | ARG 7   | AME 10  | SPA 9   | FRA Ab. | ITA 5   | CAT 8   | NED Ab. | GER 14  | CZE 9   | AUT 11  | GBR 17  | SMR 18  | ARA 10  | THA 10  | JPN 16  | AUS DNP | MAL DNP | VAL DNP | 74     | 13e        |
| 2020  | Honda RC213V | M     | Cal Crutchlow         | QAT C   | SPA DNS | AND 13  | CZE 13  | AUT 15  | STY 17  | SMR     | EMR     | CAT     | FRA     | ARA     | TER     | EUR     | VAL     | POR     |         |         |         |         | 6      | 21e        |
| 2020  | Honda RC213V | M     | Takaaki Nakagami      | QAT C   | SPA 10  | AND 4   | CZE 8   | AUT 6   | STY 7   | SMR     | EMR     | CAT     | FRA     | ARA     | TER     | EUR     | VAL     | POR     |         |         |         |         | 46     | 6e         |

| Couleur | Résultat                     |
| ------- | ---------------------------- |
| Or      | Vainqueur                    |
| Argent  | 2e place                     |
| Bronze  | 3e place                     |
| Vert    | Terminé, dans les points     |
| Bleu    | Terminé, pas dans les points |
| Violet  | Abandon (Ab.) ou (Ret)       |
| Violet  | Non classé (NC)              |
| Rouge   | Pas qualifié (DNQ)           |
| Noir    | Disqualifié (DSQ)            |
| Blanc   | Pas au départ (DNS)          |
| Blanc   | Forfait (WD)                 |
| Blanc   | N'a pas participé (DNP)      |
| Blanc   | Blessé (INJ)                 |
| Blanc   | Exclu (EX)                   |
| Blanc   | Course annulée (C)           |

##### Équipes
| Année | Moto         | Pneus | Points | Classement par équipe | Classement des indépendants |
| ----- | ------------ | ----- | ------ | --------------------- | --------------------------- |
| 2006  | Honda RC211V | M     | 119    | 8e/11                 | -                           |
| 2007  | Honda RC212V | M     | 65     | 9e/11                 | -                           |
| 2008  | Honda RC212V | M     | 61     | 10e/10                | -                           |
| 2009  | Honda RC212V | B     | 106    | 9e/11                 | -                           |
| 2010  | Honda RC212V | B     | 121    | 7e/10                 | -                           |
| 2011  | Honda RC212V | B     | 61     | 10e/10                | -                           |
| 2012  | Honda RC213V | B     | 135    | 7e/14                 | -                           |
| 2013  | Honda RC213V | B     | 156    | 6e/13                 | -                           |
| 2014  | Honda RC213V | B     | 117    | 8e/13                 | -                           |
| 2015  | Honda RC213V | B     | 142    | 7e/13                 | -                           |
| 2016  | Honda RC213V | M     | 141    | 8e/11                 | -                           |
| 2017  | Honda RC213V | M     | 112    | 8e/12                 | -                           |
| 2018  | Honda RC213V | M     | 191    | 7e/12                 | 3e                          |
| 2019  | Honda RC213V | M     | 210    | 7e/11                 | 3e                          |
| 2020  | Honda RC213V | M     | 44     | 7e/11                 | 3e                          |

#### Résultats détaillés en MotoE
Système d’attribution des points
| Position | 1er | 2e | 3e | 4e | 5e | 6e | 7e | 8e | 9e | 10e | 11e | 12e | 13e | 14e | 15e |
| Points   | 25  | 20 | 16 | 13 | 11 | 10 | 9  | 8  | 7  | 6   | 5   | 4   | 3   | 2   | 1   |

| Année | Moto              | Pneus | Pilotes         | 1      | 2      | 3       | 4       | 5       | 6        | 7    | Points | Classement |
| ----- | ----------------- | ----- | --------------- | ------ | ------ | ------- | ------- | ------- | -------- | ---- | ------ | ---------- |
| 2019  | Energica Ego (en) | M     | Niccolò Canepa  | GER 12 | AUT 8  | SMR1 5  | SMR2 4  | VAL1 6  | VAL2 Ab. |      | 46     | 9e         |
| 2019  | Energica Ego (en) | M     | Randy de Puniet | GER 17 | AUT 12 | SMR1 11 | SMR2 13 | VAL1 12 | VAL2 11  |      | 21     | 17e        |
| 2020  | Energica Ego (en) | M     | Niccolò Canepa  | SPA 13 | AND 5  | SMR     | EMR1    | EMR2    | FRA1     | FRA2 | 14     | 10e        |
| 2020  | Energica Ego (en) | M     | Xavier Siméon   | SPA 8  | AND 9  | SMR     | EMR1    | EMR2    | FRA1     | FRA2 | 15     | 9e         |

| Couleur | Résultat                     |
| ------- | ---------------------------- |
| Or      | Vainqueur                    |
| Argent  | 2e place                     |
| Bronze  | 3e place                     |
| Vert    | Terminé, dans les points     |
| Bleu    | Terminé, pas dans les points |
| Violet  | Abandon (Ab.) ou (Ret)       |
| Violet  | Non classé (NC)              |
| Rouge   | Pas qualifié (DNQ)           |
| Noir    | Disqualifié (DSQ)            |
| Blanc   | Pas au départ (DNS)          |
| Blanc   | Forfait (WD)                 |
| Blanc   | N'a pas participé (DNP)      |
| Blanc   | Blessé (INJ)                 |
| Blanc   | Exclu (EX)                   |
| Blanc   | Course annulée (C)           |

### Statistiques

#### Par catégories
| Catégorie | Constructeur      | Nombre d'année | GP disputés | Victoires | Podiums | Poles | Meilleurs tours | Points inscrits |
| --------- | ----------------- | -------------- | ----------- | --------- | ------- | ----- | --------------- | --------------- |
| 125cm3    | Honda Aprilia     | 9              | 140         | 12        | 41      | 13    | 17              | 1 813           |
| 250cm3    | Aprilia Honda     | 5              | 80          | 9         | 27      | 9     | 3               | 871             |
| MotoGP    | Honda             | 15             | 250         | 3         | 14      | 4     | 1               | 1 774           |
| MotoE     | Energica Ego (en) | 2              | 8           | 0         | 0       | 0     | 0               | 96              |

#### Par constructeurs
| Constructeur      | Nombre d'année | GP disputés | Victoires | Podiums | Poles | Meilleurs tours | Points inscrits |
| ----------------- | -------------- | ----------- | --------- | ------- | ----- | --------------- | --------------- |
| Honda             | 20             | 343         | 6         | 34      | 13    | 6               | 2 678           |
| Aprilia           | 5              | 127         | 18        | 50      | 13    | 15              | 1 780           |
| Energica Ego (en) | 2              | 8           | 0         | 0       | 0     | 0               | 96              |

#### Par pilotes
| Pilotes               | Catégories           | Saisons complètes disputées | GP disputés | Victoires | Podiums | Poles | Meilleurs tours | Points inscrits |
| --------------------- | -------------------- | --------------------------- | ----------- | --------- | ------- | ----- | --------------- | --------------- |
| Lucio Cecchinello     | 125cm3               | 8                           | 123         | 7         | 19      | 4     | 10              | 909             |
| Noboru Ueda           | 125cm3               | 3                           | 40          | 2         | 11      | 6     | 4               | 386             |
| Hiroyuki Kikuchi (it) | 125cm3               | 0                           | 6           | 0         | 1       | 0     | 0               | 51              |
| Raúl Jara (es)        | 125cm3               | 1                           | 16          | 0         | 0       | 0     | 0               | 9               |
| Casey Stoner          | 125cm3 250cm3 MotoGP | 4                           | 61          | 6         | 15      | 4     | 3               | 566             |
| David Checa           | 250cm3               | 1                           | 18          | 0         | 0       | 0     | 0               | 60              |
| Alex de Angelis       | 125cm3               | 1                           | 16          | 0         | 1       | 1     | 0               | 87              |
| Randy de Puniet       | 250cm3 MotoGP MotoE  | 6                           | 90          | 4         | 18      | 7     | 2               | 726             |
| Roberto Locatelli     | 125cm3 250cm3        | 2                           | 32          | 2         | 6       | 1     | 1               | 253             |
| Mattia Pasini         | 125cm3               | 1                           | 16          | 0         | 0       | 0     | 0               | 54              |
| Carlos Checa          | MotoGP               | 1                           | 18          | 0         | 0       | 0     | 0               | 65              |
| Eugene Laverty        | 250cm3               | 1                           | 17          | 0         | 0       | 0     | 0               | 6               |
| Roger Lee Hayden      | MotoGP               | 0                           | 1           | 0         | 0       | 0     | 0               | 5               |
| Toni Elías            | MotoGP               | 1                           | 17          | 0         | 0       | 0     | 0               | 61              |
| Kousuke Akiyoshi (en) | MotoGP               | 0                           | 1           | 0         | 0       | 0     | 0               | 4               |
| Ben Bostrom (en)      | MotoGP               | 0                           | 1           | 0         | 0       | 0     | 0               | 0               |
| Stefan Bradl          | MotoGP               | 3                           | 54          | 0         | 1       | 1     | 0               | 418             |
| Cal Crutchlow         | MotoGP               | 6                           | 91          | 3         | 12      | 2     | 1               | 665             |
| Takaaki Nakagami      | MotoGP               | 3                           | 37          | 0         | 0       | 0     | 0               | 134             |
| Jack Miller           | MotoGP               | 1                           | 18          | 0         | 0       | 0     | 0               | 17              |
| Johann Zarco          | MotoGP               | 0                           | 3           | 0         | 0       | 0     | 0               | 3               |
| Niccolò Canepa        | MotoE                | 2                           | 8           | 0         | 0       | 0     | 0               | 60              |
| Xavier Siméon         | MotoE                | 1                           | 2           | 0         | 0       | 0     | 0               | 15              |